# Liste von Kreuzkirchen
Als Kreuzkirche bzw. Kreuzkapelle bezeichnet man eine Kirche, die im Grundriss das Kreuz wiedergibt oder die zu Ehren des Kreuzes Christi geweiht ist (Heilig-Kreuz-Kirche, Cruciskirche, Kreuzerhöhungskirche, Kreuzauffindungskirche usw.).

## Standorte in Europa

### Deutschland

#### A – F
- Kreuzkirche Altenwalde
- Kreuzkapelle Alzenbach, Eitorf, Nordrhein-Westfalen
- Kreuzkirche (Anklam)
- Kreuzkirche (Auggen)
- Kreuzkapelle (Bad Camberg)
- Kreuzkapelle (Duttenberg), Bad Friedrichshall-Duttenberg
- Kreuzkirche Wiedenest, Bergneustadt-Wiedenest
- Kreuzkirche (Berlin-Mahlsdorf)
- Kreuzkirche (Berlin-Schmargendorf), Berlin-Schmargendorf
- Kreuzkirche (Berlin-Spandau)
- Kreuzkirche (Beverungen)
- Kreuzkirche (Bielefeld)
- Kreuzkapelle (Blankenheim)
- Kreuzkirche (Bochum-Hamme)
- Kreuzkirche (Bochum-Leithe)
- Kreuzkirche (Bödigheim)
- Kreuzkirche (Bonn)
- Kreuzkirche (Braunschweig-Lehndorf)
- Kirche Kreuzerhöhung (Breitenlohe)
- Kreuzkirche (Bremerhaven)
- Kreuzkirche (Bretten)
- Kreuzkirche (Celle)
- Kreuzkirche (Chemnitz-Kaßberg)
- Kreuzkirche (Cottbus)
- Kreuzkirche (Danndorf)
- Kreuzkapelle (Dietershofen)
- Kreuzkapelle (Dittwar)
- Kreuzkirche (Dresden)
- Kreuzkirche (Dresden-Weißig)
- Kreuzkirche (Düsseldorf-Pempelfort)
- Kreuzkirche (Eickeloh)
- Kreuzkirche (Eisenach)
- Kreuzeskirche (Essen)
- Kreuzkapelle (Fahr), Bayern
- Heilig Kreuz (Falkenstein/Vogtl.)
- Kreuzerhöhungskirche (Forth)
- Kreuzkirche (Frankfurt-Preungesheim)
- Kreuzkirche (Freiburg im Breisgau)
- Kreuzkirche (Freilassing)
- Kreuzkirche Fulda

#### G – K
- Kreuzkirche (Gelsenkirchen-Feldmark)
- Kreuzkapelle auf dem Greifenberg
- Kreuzkirche (Görlitz)
- Kreuzkapelle (Goßmannsdorf am Main)
- Kreuzkirche (Göttingen)
- Kreuzkirche (Gütersloh)
- Kreuzkirche (Barmbek), Hamburg
- Kreuzkirche (Ottensen), Hamburg
- Kreuzkirche (Hamburg-Wandsbek)
- Kreuzkirche Kirchdorf, Hamburg-Wilhelmsburg
- Kreuzkirche (Hamm-Bockum-Hövel)
- Kreuzkirche (Hanau)
- Kreuzkirche (Hannover)
- Kreuzkapelle (Hatterath)
- Kreuzkirche (Hebsack)
- Kreuzkirche (Heidelberg-Wieblingen)
- Kreuzkirche (Heilbronn)
- Kreuzkirche (Hemer)
- Kreuzkirche (Herford)
- Kreuzkirche (Herne)
- Kreuzkirchen in Hermannsburg
- Kreuzkirche (Herzebrock)
- Kreuz-Christi-Kirche (Höhenkirchen)
- Kreuzkirche (Ingolstadt)
- Kreuzkirche (Ilmenau)
- Kreuzkirche (Jahnsbach)
- Kreuzkirche (Joachimsthal)
- Kreuzkirche (Kassel), Kassel-Vorderer Westen
- Kreuzkapelle (Kempenich)
- Kreuzkapelle (Kirchschönbach)
- Kreuzkapelle (Kitzingen)
- Kreuzkirche (Köln)
- Heilig Geist (Köln-Gremberghoven), jetzt serbisch-orthodoxe Kirche der Erhöhung des allehrwürdigen und lebenspendenden Kreuzes
- Kreuzkirche (Königsberg)
- Kreuzkirche (Königs Wusterhausen)
- Kreuzkapelle (Kransberg)
- Dorfkirche Krausnick
- Kreuzkirche (Kulmbach)
- Kreuzkirche (Pilsum), Krummhörn-Pilsum

#### L – Z
- Heiligkreuzkirche (Landshut) (heute Aula des Hans Carossa Gymnasiums.)
- Leipzig
  - Heilig-Kreuz-Kirche (Leipzig)
  - Kreuzkirche (Störmthal)
- Kreuzkapelle (Lützenkirchen) in Leverkusen
- Kreuzkapelle auf dem Greifenberg, Limburg an der Lahn
- Kreuzkirche (Lingen)
- Kreuzkirche (Lübeck)
- Kreuzkirche (Lüdenscheid), siehe Liste der Kirchen und Gotteshäuser in Lüdenscheid#Evangelische Kirchen
- Kreuzkirche (Lüdenscheid-Brügge), siehe Liste der Kirchen und Gotteshäuser in Lüdenscheid#Evangelische Kirchen
- Kreuzkirche (Lügde)
- Kreuzkirche (Lüneburg)
- Kreuzkirche (Magdeburg)
- Kreuzkirche (Mannheim)
- Kreuzkirche (Marl) (evangelisch)
- Kreuzeskirche (Marxloh)
- Kreuzkapelle (Mellrichstadt)
- Kreuzkapelle (Much), Ortsteil von Much im Rhein-Sieg-Kreis
- Kreuzkirche (Mühlhausen an der Würm)
- Kreuzkirche (München) (evangelisch)
- Allerheiligenkirche am Kreuz (München, nach der Kreuzform)
- Kreuzkirche (Neumünster)
- Kreuzkirche (Neuruppin)
- Kreuzkirche (Neustadt/Dosse)
- Pfarrkirche zum Heiligen Kreuz (Neuzelle)
- Kreuzkirche (Nieblum auf Föhr)
- Kreuzkirche (Nieheim)
- Kreuzkirche (Nienburg)
- Kreuzkapelle (Nordheim am Main)
- Kreuzkirche (Nordhorn)
- Kreuzkirche (Nürnberg-Schweinau)
- Kreuzkirche (Ochsenfurt)
- Kreuzkirche (Osterode)
- Kreuzkirche (Parsau)
- Kreuzkirche (Penzing)
- Kreuzkirche (Pfaffenhofen an der Ilm)
- Hl. Kreuz (Pfronten)
- Kreuzkirche (Reutlingen)
- Kreuzkirche (Rösrath-Kleineichen)
- Kreuzkirche (Roth)
- Kreuzkirche (Rottweil)
- Kreuzkapelle (Rüssingen)
- Kreuzkirche (Saarbrücken-Herrensohr)
- Kreuzkirche (Sandkrug)
- Kreuzerhöhung (Schaippach)
- Kreuzkirche (Schleusingen)
- Kreuzkapelle (Schröck), Marburg an der Lahn
- Kreuzkirche Schulzendorf
- Kreuzkirche (Schwäbisch Gmünd)
- Kreuz-Kirche (Schweringen)
- Kreuzkirche (Sehnde)
- Kreuzkirche (Siegsdorf)
- Kreuzkirche (Spremberg)
- Kreuzkirche (St. Hülfe-Heede)
- Kreuzkirche (Störmthal), bei Leipzig
- Kreuzkirche (Stromberg, Westfalen)
- Kreuzkirche (Stuttgart-Hedelfingen)
- Kreuzkirche (Heslach)
- Kreuzkirche (Suderwich)
- Kreuzkirche (Suhl)
- Kreuzkapelle (Sulzfeld am Main)
- St. Crucis (Thalebra)
- Kreuzbergkapelle (Tiefenbach)
- Kreuzkapelle (Trier)
- Kreuzkirche (Troppau)
- Kreuzkirche (Ueckermünde)
- Kreuzkirche (Vierraden)
- Kreuzkirche (Viersen)
- Kreuzkirche (Wehrendorf), Vlotho-Valdorf
- St. Crutzen (Weißkirchen)
- Kreuzkirche (Weimar)
- Kreuzkapelle (Wettingen)
- Kreuzkirche (Wiedenbrück)
- Kreuzkirche (Wiesbaden)
- Kreuzkirche (Wilhelmshaven)
- Kreuzkirche (Marcardsmoor), Wiemoor
- Kreuzkapelle (Wilburgstetten)
- Kreuzkapelle (Winnweiler)
- Heilig-Kreuz-Kirche (Wintershof), Eichstätt
- Kreuzkirche (Wittekindsberg)
- Kreuzkirche (Wolfsburg)
- Diakoniekirche (Wuppertal)
- Kreuzkapelle (Zahlbach)
- Kreuzkirche (Zahna)
- Kreuzkirche (Zeulenroda)
- Kreuzkirche (Zittau)
- Kreuzkirche (Züschen)

### Luxemburg
- Kierch Lëtzebuerg-Hamm

### Österreich
- Kreuzkirche am Ölrain, Bregenz
- Kreuzkirche Hirschegg im Kleinwalsertal, Vorarlberg, (evangelisch)
- Kreuzkirche (Lofer), Salzburg, (evangelisch)
- Kreuzkirche (Bad Mitterndorf), Steiermark, (evangelisch)
- Kreuzkirche (Graz), Steiermark, (evangelisch)
- Kreuzkirchl in Pill, Tirol
- Kreuzkirche (Völs), Tirol

### Polen
- Kreuzkirche (Angerburg) (griechisch-katholisch)
- Kreuzkirche (Breslau)
- Kreuzerhöhungskirche (Czaplinek) (Tempelburg)
- Kreuzkirche (Gleiwitz), (Klosterkirche der Redemptoristen)
- Kreuzerhöhungskirche (Kołobrzeg)
- Kreuzerhöhungskirche (Lubiechnia Mała) (Klein Lübbichow)
- Heiligkreuzkirche (Międzybórz) (Neumittelwalde), (evangelisch-lutherisch)
- Kreuzkirche (Neisse, Schlesien)
- Kreuzkirche (Posen)
- Kreuzkirche (Słupsk) (Stolp), (evangelisch-lutherisch)
- Heilig-Kreuz-Kirche (Smarchowice Śląskie) (Windisch Marchwitz)
- Kreuzkirche (Warschau)
- Kreuzerhöhungskirche (Ząbkowice Śląskie) (Frankenstein)

### Russland
- Kreuzkirche (Königsberg)

### Schweiz
- Kreuzkirche Hasel, Spreitenbach AG
- Kreuzkirche Trimbach, Trimbach SO (christkatholisch)
- Kreuzkirche (Wil SG) (evangelisch-reformiert)
- Kreuzkirche (Zürich-Hottingen) (evangelisch-reformiert)

### Spanien
- La Vera Cruz in Segovia

### Türkei
- Kreuzkirche (Istanbul), (evangelisch)

## Afrika

### Namibia
- Kreuzkirche Omaruru